# 董耐芳
董耐芳（1923年10月—2014年3月18日），天津人，中华人民共和国政治人物。

## 生平
曾任教于北京师范大学、天津师范学院、河北师范大学，从事高分析化学工作。担任九三学社河北省委主委。1991年4月到1998年1月，担任河北省人大常委会副主任。
2014年3月18日在石家庄逝世，享年91岁。